# Amtsgericht Cadolzburg
Das Amtsgericht Cadolzburg war ein von 1879 bis 1931 existierendes bayerisches Gericht der ordentlichen Gerichtsbarkeit mit Sitz im mittelfränkischen Cadolzburg.
Anlässlich der Einführung des Gerichtsverfassungsgesetzes am 1. Oktober 1879 errichtete man ein Amtsgericht in Cadolzburg, dessen Sprengel aus dem Bezirk des vorhergehenden Landgerichts Cadolzburg gebildet wurde und demnach aus den damaligen Gemeinden Ammerndorf, Bronnamberg, Buchschwabach, Cadolzburg, Deberndorf, Fernabrünst, Großhabersdorf, Großweismannsdorf, Gutzberg, Horbach, Keidenzell, Kirchfarrnbach, Langenzenn, Laubendorf, Leichendorf, Roßendorf, Roßtal, Seukendorf, Steinbach, Unterschlauersbach, Weinzierlein und Weitersdorf zusammengesetzt war. Übergeordnete Instanz war das Landgericht Fürth.
Mit Wirkung vom 1. März 1931 wurde das Amtsgericht Cadolzburg aufgehoben und dessen Bezirk mit dem Bezirk des Amtsgerichts Fürth vereinigt.

## Gebäude
Das Amtsgericht war in der Burg Cadolzburg untergebracht.